# Dicyclovérine
La dicyclovérine, également connue sous le nom dicyclomine, est un médicament utilisé pour traiter les spasmes intestinaux tels que ceux qui surviennent dans le syndrome du côlon irritable,.
Les effets secondaires courants comprennent la bouche sèche, la vision floue, la faiblesse, la somnolence et les étourdissements . Les effets secondaires graves peuvent inclure une psychose et des problèmes respiratoires chez l'enfant. L'utilisation pendant la grossesse semble être sans danger tandis que l'utilisation pendant l'allaitement n'est pas recommandée.
La dicyclovérine a été approuvée pour  l'usage médical aux États-Unis en 1950.

## Utilisations médicales
La dicyclomine est utilisée pour le traitement symptomatique du syndrome du côlon irritable, en particulier l'hypermotilité, chez l'adulte,.